# Формула Брамагупти
Фо́рмула Брамагу́пти (англ. Brahmagupta's formula) — математична формула, яка виражає площу вписаного у коло чотирикутника як функцію довжин його сторін.
| Якщо вписаний у коло чотирикутник має довжини сторін {\displaystyle a,b,c,d} і півпериметр {\displaystyle p={\frac {a+b+c+d}{2}}}, то його площа {\displaystyle S} виражається формулою: {\displaystyle S={\sqrt {(p-a)(p-b)(p-c)(p-d)}}.} |

## Варіації й узагальнення
- Формула Брамагупти узагальнює формулу Герона для визначення площі трикутника на випадок вписаного у коло чотирикутника: достатньо вважати, що довжина однієї із сторін дорівнює нулю (наприклад, {\displaystyle d=0}) і формула Брамагупти зводиться до формули Герона.
- На випадок довільних чотирикутників формула Брамагупти може бути узагальнена так:

{\displaystyle S={\sqrt {(p-a)(p-b)(p-c)(p-d)-abcd\cos ^{2}\theta }},}
де {\displaystyle \theta } — півсума протилежних кутів чотирикутника. Яку саме пару протилежних кутів взяти, ролі не відіграє, так як якщо півсума однієї пари протилежних кутів дорівнює {\displaystyle \theta }, то півсума двох інших кутів буде {\displaystyle 180^{\circ }-\theta }, і {\displaystyle \cos ^{2}(180^{\circ }-\theta )=\cos ^{2}\theta .}.
Інколи цю загальнішу формулу записують так:
{\displaystyle S={\sqrt {(p-a)(p-b)(p-c)(p-d)-\textstyle {1 \over 4}(ac+bd+uv)(ac+bd-uv)}}},
де {\displaystyle u} и {\displaystyle v} — довжини діагоналей чотирикутника.
- Математик Девід П. Роббінс (англ. David P. Robbins) довів[1], що для довільного вписаного многокутника з {\displaystyle n} сторонами величина {\displaystyle (4S)^{2}} є коренем деякого многочлена {\displaystyle P}, коефіцієнти якого у свою чергу є многочленами від довжин сторін. Він знайшов ці многочлени для {\displaystyle n=5} та {\displaystyle n=6}. Іншими авторами встановлено[2], що многочлен {\displaystyle P} можна обрати так, щоб його старший коефіцієнт дорівнював одиниці, а степінь {\displaystyle N=N(n)} дорівнював {\displaystyle \Delta _{k}}, при {\displaystyle n=2k+1} і {\displaystyle 2\Delta _{k}}, якщо {\displaystyle n=2k+2}. Тут

{\displaystyle \Delta _{k}={\frac {2k+1}{2}}{\binom {2k}{k}}-2^{2k-1}=\sum _{j=0}^{k-1}(k-j){\binom {2k+1}{j}},}
де {\displaystyle {\tbinom {k}{j}}={\tfrac {k!}{j!(k-j)!}}} — біноміальні коефіцієнти. Для многокутників з невеликим числом сторін маємо {\displaystyle \Delta _{1}=1}, {\displaystyle \Delta _{2}=7}, {\displaystyle \Delta _{3}=38}, {\displaystyle \Delta _{4}=187,\dots } (послідовність A000531 з Онлайн енциклопедії послідовностей цілих чисел, OEIS) і {\displaystyle N(4)=2}, {\displaystyle N(5)=7}, {\displaystyle N(6)=14}, {\displaystyle N(7)=38,\dots } (послідовність A107373 з Онлайн енциклопедії послідовностей цілих чисел, OEIS).
- Якщо у формулі Брамагупти виразити півпериметр через півсуму усіх сторін даного чотирикутника, піднести обидві частини до квадрату, помножити на -16, розкрити дужки та звести подібні, то вона набуде вигляду:

{\displaystyle -16S^{2}=a^{4}+b^{4}+c^{4}+d^{4}-2(a^{2}b^{2}+b^{2}c^{2}+a^{2}c^{2}+a^{2}d^{2}+b^{2}d^{2}+c^{2}d^{2})-8abcd}
- Права частина рівняння буде збігатись з розкладом визначника, поданого нижче, якщо його помножити на -1. Тому можна написати, що[3]

{\displaystyle 16S^{2}=-{\begin{vmatrix}a&b&c&-d\\b&a&-d&c\\c&-d&a&b\\-d&c&b&a\end{vmatrix}}}